# Moore megye (Texas)
Moore megye az Amerikai Egyesült Államokban, azon belül Texas államban található. Megyeszékhelye és legnagyobb városa Dumas. Lakosainak száma 21 358 fő (2020. április 1.). Moore megye Sherman, Hutchinson, Carson, Potter, Oldham, Hartley, Dallam és Hansford megyékkel határos.

## Népesség
A megye népességének változása:
| Lakosok száma | 21 993 | 22 065 | 22 373 | 22 141 | 22 255 | 21 358 |
|               | 2010   | 2011   | 2012   | 2013   | 2015   | 2020   |